# Заболотный, Евгений Борисович
Евге́ний Бори́сович Заболо́тный (род. 13 апреля 1955, Тюмень) — российский историк, государственный и политический деятель. С 8 октября 2018 года — председатель Тюменской городской Думы. Заслуженный работник высшей школы Российской Федерации (2011).

## Биография
Трудовую деятельность начал в 1976 году в комитете ВЛКСМ Тюменского государственного университета. Окончил ТюмГУ (1977). С 1978 по 1980 год проходил действительную срочную службу в Вооруженных силах СССР.
Окончил аспирантуру Уральского государственного университета имени А. М. Горького (1983), под руководством О. А. Васьковского защитил кандидатскую диссертацию «Современная советская историография истории Великой Октябрьской социалистической революции на Урале : социально-политические проблемы». Работал в Тюменском университете старшим преподавателем, доцентом, деканом историко-юридического факультета.
С 1988 по 1991 год находился на партийной работе.
В 1991—2004 годах — проректор Тюменского государственного университета, профессор кафедры историографии и источниковедения. Доктор исторических наук (1996; диссертация «Российская историография революции 1917 года на Урале»), профессор (1997).
С 2004 по 2006 год — директор Департамента по спорту и молодёжной политике Тюменской области.
С 2006 по 2010 год— ректор Тюменской государственной академии культуры, искусств и социальных технологий.
С 2010 по сентябрь 2018 года — заместитель Губернатора Тюменской области.
Женат, двое детей.

## Награды
- Орден Дружбы (28 ноября 2022 года) — за активную законотворческую деятельность и многолетнюю добросовестную работу[1]
- Медаль ордена «За заслуги перед Отечеством» II степени (2 июля 2001 года) — за многолетнюю плодотворную работу и большой вклад в укрепление дружбы и сотрудничества между народами[2]
- Заслуженный работник высшей школы Российской Федерации (2 февраля 2011 года) — за заслуги в научно-педагогической деятельности и подготовке высококвалифицированных специалистов[3]
- Почётная грамота Президента Российской Федерации (12 февраля 2015 года) — за достигнутые трудовые успехи, многолетнюю добросовестную работу и активную общественную деятельность[4]
- Почётная грамота Губернатора Тюменской области (2005 год);
- Почётное звание «Почётный работник науки и образования Тюменской области» (2006 год);
- Почетный нагрудный знак Тюменской областной Думы (2008 год);
- Почетная грамота Тюменской областной Думы (2013 год);
- Звание «Почётный работник органов государственной власти и местного самоуправления Тюменской области» (2018 год)